# Brigitte Asdonk
Brigitte Asdonk (* 25. Oktober 1947 in Kamp-Lintfort) ist ein Gründungsmitglied der terroristischen Vereinigung Rote Armee Fraktion (RAF). Asdonk war 1970 an der Baader-Befreiung in Berlin und mehreren Banküberfällen beteiligt. Sie wurde 1973 zu einer zwölfjährigen Freiheitsstrafe verurteilt und 1982 aus der Haft entlassen.

## Leben
Brigitte Asdonk wuchs in einer katholischen Bauernfamilie am Niederrhein auf. 1967 machte sie Abitur und nahm das Studium der Soziologie an der FU Berlin auf. 1968 bis 1970 beteiligte sie sich an Auseinandersetzungen in der außerparlamentarischen Opposition (APO), im Sozialistischen Deutschen Studentenbund, an Aktionen und Demonstrationen gegen den Vietnamkrieg und gegen die Notstandsgesetze. Gleichzeitig engagierte sich Asdonk im Betriebsrat der Firma Bosch und baute dort eine Betriebsgruppe sowie eine Lehrlingsgruppe auf.
Seit 1968 gehörte Brigitte Asdonk zum Umfeld von Horst Mahler. Im Juni 1970 beteiligte sie sich an der Befreiung von Andreas Baader aus der Haft – sie beschaffte im Vorfeld Schusswaffen und fuhr das Fluchtauto – und wurde so zum Gründungsmitglied der RAF. Von Juni bis August nahm sie mit Horst Mahler, Andreas Baader, Gudrun Ensslin, Ulrike Meinhof, Peter Homann und etwa zwölf anderen an einer militärischen Ausbildung in einem Camp der Al Fatah in Jordanien teil. Bis Oktober 1970 war sie an mehreren Banküberfällen beteiligt. Mit gefälschten Papieren mietete sie verschiedene konspirative Wohnungen an.
Am 8. Oktober 1970 wurde sie zusammen mit Horst Mahler, Ingrid Schubert, Monika Berberich und Irene Goergens in einer Wohnung in der Berliner Knesebeckstraße 89 verhaftet. Asdonk wurde unter anderem wegen Bankraubes zu zwölf Jahren Haft verurteilt. Am 7. Mai 1982 wurde sie aus der Haft entlassen.